# Mladá Boleslav hlavní nádraží
Mladá Boleslav hlavní nádraží je centrální železniční stanice v statutárním okresním městě Mladá Boleslav ve Středočeském kraji nacházející se městské části Čejetičky oddělené od středu města řekou Jizerou. Leží na neelektrizovaných tratích 064, 070, 071 a 076. Nádraží je vzdáleno přibližně dva kilometry od městského centra.

## Historie

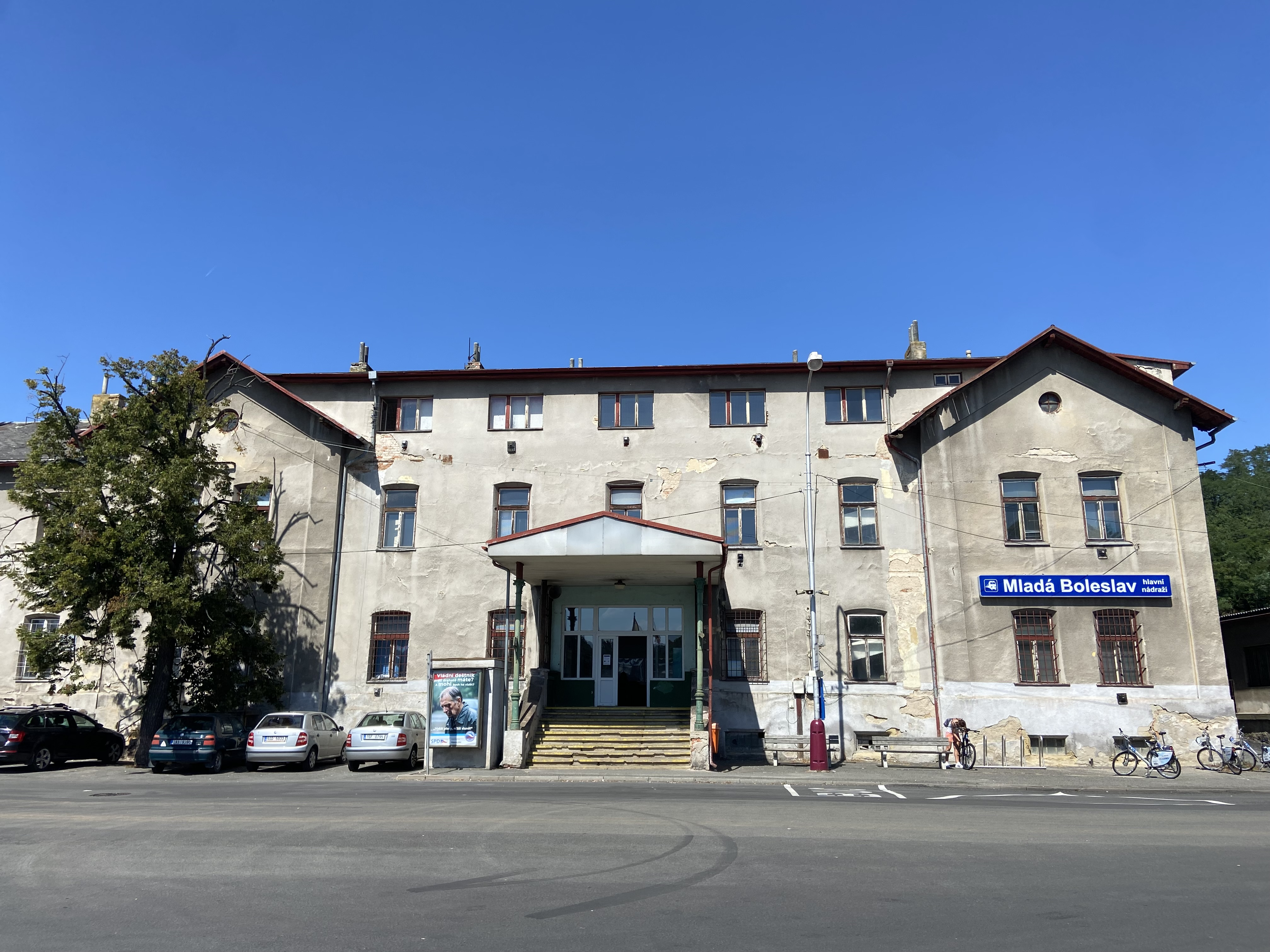
Hlavní nádraží při pohledu z Nádražní ulice v roce 2024

Stanice byla vystavěna dle typizovaného předpisu společnosti Turnovsko-kralupsko-pražská dráha ze směru z Kralupy nad Vltavou do Turnova, pravidelný provoz zde byl zahájen 15. října 1865. Následně zde vznikla po východní straně nádraží nová staniční budova postavená společností Rakouská severozápadní dráha jako nádraží II. třídy B (uzlová stanice) jakožto konečnou stanici své odbočné trati z Nymburka. Autorem typizovaného vzhledu byl architekt Carl Schlimp. Trať byla oficiálně otevřena 29. října 1870. K dobudování železničního spojení s Mšenem přes již dokončenou trať do Skalska došlo 19. února 1904 společností Místní dráha Sudoměř - Skalsko - Stará Paka, trať dále pokračovala do Sobotky a Staré Paky. Lokálka měla oddělené nádraží na opačné straně kolejiště.

## Současný provoz osobní dopravy
Stav k roku 2024: Stanice je integrovaná do Pražské integrované dopravy, leží v 7. tarifním pásmu. Stanici obsluhují každé dvě hodiny rychlíky linky R21 (Praha hl. n. - Turnov/Tanvald), rychlíky linky R22 (Kolín - Nový Bor/Svor/Rumburk/Šluknov) a osobní vlaky linky S3 (Praha hl. n. - Mladá Boleslav hl. n./Mladá Boleslav město). O pracovních dnech jsou spoje linky S3 ve směru od Prahy zkráceny do Všetat či Byšic a nahrazeny spěšnými vlaky R43 (Praha hl. n. - Mladá Boleslav město/Turnov). Stanice je dále obsluhována osobními vlaky linek L4 (Mladá Boleslav město - Rumburk), S36 (Mladá Boleslav hl. n. - Dolní Bousov - Mladějov v Čechách/Lomnice nad Popelkou), S31 (Mladá Boleslav město - Nymburk hl. n.) a S30 (Mladá Boleslav město - Turnov). O víkendech jsou také vypravovány vlaky linky S33 (Mladá Boleslav hl. n. - Mšeno/Mělník) a jeden historický vlak na lince T10 (Praha hl. n. - Neratovice - Všetaty - Mladá Boleslav hl. n. - Bakov nad Jizerou - Bezděz - Česká Lípa hl. n. - Krásná Lípa - Mikulášovice dol. n.).

## Plány do budoucna
V roce 2025 by měly začít práce na nové nádražní budově. Aktuální nádražní budovu čeká kompletní demolice a na jejím místě se vystaví nová. Nástupiště by však měla zůstat stejná, což neodpovídá modernímu vzhledu nové nádražní budovy a stále se tak nevyřeší všechny problémy, na které poukazují recenze na Google Mapách. V následujících desetiletích se však plánuje nahrazení trati 070 v úseku Praha - Mladá Boleslav novou tratí vedoucí přes Lysou nad Labem, Milovice, Všejanskou spojku, Nepřevázku a Bezděčínskou spojku, která se aktuálnímu hlavnímu nádraží vyhne obloukem a skončí ve stanici Mladá Boleslav město, která se po velké proměně stane novým hlavním nádražím. Zde by se výhledově měla zrekonstruovat trať do Turnova a Liberce a měly by zde být nasazovány vlaky InterCity, které umožní spojení Prahy a Mladé Boleslavi za 40 minut místo aktuálních 69 minut. Z aktuálního hlavního nádraží by se mělo stát nákladní a seřaďovací nádraží a měly by ho obsluhovat pouze osobní vlaky v trase dnešní linky S3.